# أطفال الريتز
أطفال الريتز (بالإنجليزية: Children of the Ritz)‏ هو فيلم أبيض وأسود درامي أمريكي صامت إنتاج عام 1929 من إنتاج شركة فيرست ناشيونال بطولة دوروثي ماكاي وجاك مولهال. وبموسيقى فيتابون الخاصة به والمؤثرات الصوتية المسجلة على تسجيلات فيتابون الصوتية، وربما تم إصدارها في إصدارات ثنائية صامتة وصوتية. تستند المؤامرة إلى قصة كورنيل ولريتش القصير التي تحمل الاسم نفسه عام 1927، يدور الفيلم حول امرأة تنحدر من عائلة ثرية جدًا فقدت مؤخرًا كل أموالها، وزواجها من رجل ينحدر من عائلة فقيرة جدًا يجني للتو ثروة هائلة.

## أحداث الفيلم
تقع فتاة غنية مدللة في حب سائق فقير تتغير أوضاعهم عندما تفقد عائلة الفتاة كل أموالهم، لكن يربح 50000 دولار في مضمار السباق. ويتزوجا بعد ذلك، لكن لم يمض وقت طويل قبل أن تبدأ الفتاة في إنفاق المال بالطريقة التي اعتادت أن تنفق بها أموالها يترتب على ذلك حدوث مضاعفات.

## روابط خارجية
- Children of the Ritz at IMDB
- synopsis على موقع أول موفي.